# Slobozia Bradului
Slobozia Bradului là một xã thuộc hạt Vrancea, România. Dân số thời điểm năm 2002 là 5079 người.